# Karlsruher Sport-Club Mühlburg-Phönix 1992-1993
Questa voce raccoglie le informazioni riguardanti il Karlsruher Sport-Club Mühlburg-Phönix nelle competizioni ufficiali della stagione 1992-1993.

## Stagione
Nella stagione 1992-1993 il Karlsruhe, allenato da Winfried Schäfer, concluse il campionato di Bundesliga al 6º posto. In Coppa di Germania il Karlsruhe fu eliminato ai quarti di finale dall'Eintracht Francoforte.

## Rosa
| N. |                     | Ruolo | Calciatore       |
| -- | ------------------- | ----- | ---------------- |
| 2  | Germania (bandiera) | D     | Gunther Metz     |
| 3  | Germania (bandiera) | D     | Burkhard Reich   |
| 4  | Germania (bandiera) | D     | Michael Wittwer  |
| 5  | Germania (bandiera) | C     | Manfred Bender   |
| 7  | Germania (bandiera) | D     | Dirk Schuster    |
| 14 | Germania (bandiera) | A     | Eberhard Carl    |
| 15 | Germania (bandiera) | C     | Markus Bähr      |
| 16 | Germania (bandiera) | D     | Jens Nowotny     |
| 20 | Russia (bandiera)   | A     | Sergej Kir'jakov |
| 22 | Germania (bandiera) | P     | Thomas Walter    |
|    | Germania (bandiera) | P     | Oliver Kahn      |
|    | Germania (bandiera) | P     | Oliver Schneider |
|    | Germania (bandiera) | D     | Ralph Bany       |

| N. |                     | Ruolo | Calciatore        |
| -- | ------------------- | ----- | ----------------- |
|    | Croazia (bandiera)  | D     | Srećko Bogdan     |
|    | Germania (bandiera) | D     | Peter Neustädter  |
|    | Germania (bandiera) | C     | Richard Benigno   |
|    | Germania (bandiera) | C     | Matthias Fritz    |
|    | Germania (bandiera) | C     | Markus Gehrig     |
|    | Germania (bandiera) | C     | Dirk Klinge       |
|    | Germania (bandiera) | C     | Wolfgang Rolff    |
|    | Germania (bandiera) | C     | Javier Sanchez    |
|    | Germania (bandiera) | C     | Lars Schmidt      |
|    | Germania (bandiera) | C     | Rainer Schütterle |
|    | Germania (bandiera) | A     | Rainer Krieg      |
|    | Russia (bandiera)   | A     | Valerij Šmarov    |

## Organigramma societario
Area tecnica
- Allenatore: Winfried Schäfer
- Allenatore in seconda:
- Preparatore dei portieri:
- Preparatori atletici:

## Calciomercato

### Sessione estiva
| Acquisti | Acquisti         | Acquisti            | Acquisti |
| R.       | Nome             | da                  | Modalità |
| -------- | ---------------- | ------------------- | -------- |
| C        | Manfred Bender   | Bayern Monaco       |          |
| A        | Sergej Kir'jakov | Dinamo Mosca        |          |
| C        | Dirk Klinge      | Sciaffusa           |          |
| D        | Peter Neustädter | Spartak Vladikavkaz |          |

| Cessioni | Cessioni           | Cessioni        | Cessioni |
| R.       | Nome               | a               | Modalità |
| -------- | ------------------ | --------------- | -------- |
| P        | Alexander Famulla  | Homburg         |          |
| A        | Arno Glesius       | Saarbrücken     |          |
| C        | Michael Harforth   | Duisburg        |          |
| C        | Mehmet Scholl      | Bayern Monaco   |          |
| A        | Guido Streichsbier | 1. FC Pforzheim |          |
| D        | Oliver Westerbeek  | Duisburg        |          |

### Sessione invernale
| Acquisti | Acquisti | Acquisti | Acquisti |
| R.       | Nome     | da       | Modalità |
| -------- | -------- | -------- | -------- |

| Cessioni | Cessioni | Cessioni | Cessioni |
| R.       | Nome     | a        | Modalità |
| -------- | -------- | -------- | -------- |

## Risultati

### Bundesliga

#### Girone di andata
| Arbitro: | Mölm |

|                                        |           |                   |
| Carl 18’ Schütterle 68’ Krieg 75’, 81’ | Marcatori | 19’ Fach 42’ Ertl |

| Arbitro: | Schmidt |

|                  |           |  |
| Wynalda 38’, 75’ | Marcatori |  |

| Arbitro: | Aust |

|                                                     |           |                       |
| Kir'jakov 37’, 64’, 67’ Bender 39’ (rig.) Krieg 53’ | Marcatori | 7’ Rufer 14’ Harttgen |

| Arbitro: | Steinborn |

|                              |           |               |
| Walter 68’ Strunz 90’ (rig.) | Marcatori | 80’ Kir'jakov |

| Arbitro: | Wippermann |

|           |           |             |
| Krieg 80’ | Marcatori | 32’ Zietsch |

| Arbitro: | Osmers |

|                                                     |           |                |
| Hapal 21’, 70’ Thom 26’ Kree 51’ (rig.) Kirsten 75’ | Marcatori | 31’ Schütterle |

| Arbitro: | Habermann |

|            |           |                |
| Lečkov 52’ | Marcatori | 54’, 88’ Rolff |

| Arbitro: | Dellwing |

|           |           |  |
| Krieg 30’ | Marcatori |  |

| Arbitro: | Ziller |

|                            |           |                         |
| Büskens 14’ Mihajlović 67’ | Marcatori | 21’ Kir'jakov 46’ Krieg |

| Arbitro: | Scheuerer |

|                                                  |           |  |
| Bender 25’ (rig.) Reich 68’ Rolff 74’ Šmarov 88’ | Marcatori |  |

| Arbitro: | Löwer |

|                        |           |                               |
| Witeczek 5’ Funkel 82’ | Marcatori | 19’, 45’ Rolff 60’ Schütterle |

| Arbitro: | Weber |

|                                                |           |                    |
| Kir'jakov 29’ Krieg 61’ Bender 68’, 90’ (rig.) | Marcatori | 10’ (aut.) Nowotny |

| Arbitro: | Führer |

|                                          |           |  |
| Maucksch 42’ (rig.) Rath 72’ Kmetsch 75’ | Marcatori |  |

| Arbitro: | Haupt |

|                                          |           |           |
| Rudy 16’ (aut.) Kir'jakov 17’ Bender 55’ | Marcatori | 76’ Fuchs |

| Arbitro: | Strampe |

|                                          |           |                                              |
| Mazinho 13’ Kahn 21’ (aut.) Matthäus 72’ | Marcatori | 32’ Šmarov 41’ (aut.) Kreuzer 84’ Schütterle |

| Arbitro: | Berg |

|                      |           |                 |
| Krieg 26’ Šmarov 47’ | Marcatori | 84’ (aut.) Metz |

| Arbitro: | Mölm |

|                                  |           |               |
| Chapuisat 1’, 67’ Rummenigge 24’ | Marcatori | 56’ Kir'jakov |

#### Girone di ritorno
| Arbitro: | Dellwing |

|                                  |           |           |
| Criens 1’, 64’ (rig.) Dahlin 41’ | Marcatori | 65’ Krieg |

| Arbitro: | Malbranc |

|                        |           |                                |
| Bender 26’, 44’ (rig.) | Marcatori | 7’ Savichev 72’ (rig.) Kostner |

| Arbitro: | Steinborn |

|                                 |           |  |
| Hobsch 24’ Herzog 33’ Rufer 64’ | Marcatori |  |

| Arbitro: | Löwer |

|              |           |          |
| Kir'jakov 8’ | Marcatori | 86’ Buck |

| Norimberga 19 marzo 1993, ore 20:00 CET 22ª giornata | Norimberga | 0 – 0 referto | Karlsruhe | Frankenstadion (34 300 spett.)\| Arbitro: \| Osmers \| |
| Arbitro:                                             | Osmers     |               |           |                                                        |

| Arbitro: | Berg |

|               |           |           |
| Kir'jakov 15’ | Marcatori | 24’ Wörns |

| Arbitro: | Krug |

|                   |           |  |
| Bender 50’ (rig.) | Marcatori |  |

| Arbitro: | Harder |

|              |           |                 |
| Aden 8’, 24’ | Marcatori | 9’, 20’ Nowotny |

| Karlsruhe 17 aprile 1993, ore 15:30 CEST 26ª giornata | Karlsruhe   | 0 – 0 referto | Schalke 04 | Wildparkstadion (26 000 spett.)\| Arbitro: \| Schmidhuber \| |
| Arbitro:                                              | Schmidhuber |               |            |                                                              |

| Arbitro: | Dellwing |

|          |           |           |
| Walz 81’ | Marcatori | 11’ Krieg |

| Arbitro: | Führer |

|           |           |           |
| Bender 2’ | Marcatori | 45’ Marin |

| Arbitro: | Assenmacher |

|                                               |           |           |
| Yeboah 3’ Kruse 18’ Bein 40’ (rig.) Weber 81’ | Marcatori | 65’ Rolff |

| Arbitro: | Kasper |

|                                          |           |               |
| Bender 59’ Nowotny 65’ Melzig 75’ (aut.) | Marcatori | 77’ Wagenhaus |

| Arbitro: | Kiefer |

|                      |           |  |
| Sturm 47’ Keuler 68’ | Marcatori |  |

| Arbitro: | Harder |

|                                        |           |                       |
| Carl 24’, 34’ Rolff 45’ Schütterle 49’ | Marcatori | 65’ Mazinho 90’ Ziege |

| Arbitro: | Assenmacher |

|  |           |              |
|  | Marcatori | 4’, 69’ Carl |

| Arbitro: | Merk |

|                                  |           |  |
| Kir'jakov 2’ Rolff 13’ Reich 56’ | Marcatori |  |

### Coppa di Germania
| Arbitro: | Malbranc |

|  |           |                               |
|  | Marcatori | 23’ Krieg 73’ Bogdan 88’ Carl |

| Arbitro: | Schmidhuber |

|                                                          |           |                |
| Krieg 3’ Wittwer 17’ (rig.) Lečkov 22’ (aut.) Šmarov 88’ | Marcatori | 5’, 12’ Bester |

| Arbitro: | Brandt-Chollé |

|  |           |           |
|  | Marcatori | 112’ Carl |

| Arbitro: | Theobald |

|  |           |           |
|  | Marcatori | 85’ Krieg |

| Arbitro: | Heynemann |

|                         |                      |                               |
| Šmarov 50’              | Marcatori            | 40’ Yeboah                    |
| Reich Metz Wittwer Carl | Tiri di rigore 3 – 5 | Bein Bommer Binz Okocha Stein |

## Statistiche

### Statistiche di squadra
| Competizione      | Punti | In casa | In casa | In casa | In casa | In casa | In casa | In trasferta | In trasferta | In trasferta | In trasferta | In trasferta | In trasferta | Totale | Totale | Totale | Totale | Totale | Totale | DR  |
| Competizione      | Punti | G       | V       | N       | P       | Gf      | Gs      | G            | V            | N            | P            | Gf           | Gs           | G      | V      | N      | P      | Gf     | Gs     | DR  |
| ----------------- | ----- | ------- | ------- | ------- | ------- | ------- | ------- | ------------ | ------------ | ------------ | ------------ | ------------ | ------------ | ------ | ------ | ------ | ------ | ------ | ------ | --- |
| Bundesliga        | 39    | 17      | 11      | 6       | 0       | 40      | 16      | 17           | 3            | 5            | 9            | 20           | 38           | 34     | 14     | 11     | 9      | 60     | 54     | +6  |
| Coppa di Germania | -     | 2       | 1       | 1       | 0       | 5       | 3       | 3            | 3            | 0            | 0            | 5            | 0            | 5      | 4      | 1      | 0      | 10     | 3      | +7  |
| Totale            | 39    | 19      | 12      | 7       | 0       | 45      | 19      | 20           | 6            | 5            | 9            | 25           | 38           | 39     | 18     | 12     | 9      | 70     | 57     | +13 |

### Andamento in campionato
| Giornata  | 1 | 2 | 3 | 4 | 5 | 6  | 7 | 8 | 9 | 10 | 11 | 12 | 13 | 14 | 15 | 16 | 17 | 18 | 19 | 20 | 21 | 22 | 23 | 24 | 25 | 26 | 27 | 28 | 29 | 30 | 31 | 32 | 33 | 34 |
| --------- | - | - | - | - | - | -- | - | - | - | -- | -- | -- | -- | -- | -- | -- | -- | -- | -- | -- | -- | -- | -- | -- | -- | -- | -- | -- | -- | -- | -- | -- | -- | -- |
| Luogo     | C | T | C | T | C | T  | T | C | T | C  | T  | C  | T  | C  | T  | C  | T  | T  | C  | T  | C  | T  | C  | C  | T  | C  | T  | C  | T  | C  | T  | C  | T  | C  |
| Risultato | V | P | V | P | N | P  | V | V | N | V  | V  | V  | P  | V  | N  | V  | P  | P  | N  | P  | N  | N  | N  | V  | N  | N  | N  | N  | P  | V  | P  | V  | V  | V  |
| Posizione | 2 | 7 | 4 | 6 | 6 | 13 | 8 | 6 | 6 | 6  | 5  | 3  | 6  | 4  | 4  | 4  | 5  | 5  | 5  | 6  | 6  | 6  | 6  | 6  | 6  | 6  | 6  | 6  | 6  | 6  | 7  | 6  | 6  | 6  |

Legenda:

Luogo: C = Casa; T = Trasferta. Risultato: V = Vittoria; N = Pareggio; P = Sconfitta.

### Statistiche dei giocatori
| Giocatore     | Bundesliga | Bundesliga | Bundesliga  | Bundesliga | Coppa di Germania | Coppa di Germania | Coppa di Germania | Coppa di Germania | Totale   | Totale | Totale      | Totale     |
| Giocatore     | Presenze   | Reti       | Ammonizioni | Espulsioni | Presenze          | Reti              | Ammonizioni       | Espulsioni        | Presenze | Reti   | Ammonizioni | Espulsioni |
| ------------- | ---------- | ---------- | ----------- | ---------- | ----------------- | ----------------- | ----------------- | ----------------- | -------- | ------ | ----------- | ---------- |
| R. Bany       | 2          | 0          | 0           | 0          | 0                 | 0                 | 0                 | 0                 | 2        | 0      | 0           | 0          |
| M. Bender     | 29         | 10         | 4           | 0          | 5                 | 0                 | 2                 | 0                 | 34       | 10     | 6           | 0          |
| R. Benigno    | 0          | 0          | 0           | 0          | 0                 | 0                 | 0                 | 0                 | 0        | 0      | 0           | 0          |
| S. Bogdan     | 10         | 0          | 1           | 0          | 2                 | 1                 | 0                 | 0                 | 12       | 1      | 1           | 0          |
| M. Bähr       | 0          | 0          | 0           | 0          | 0                 | 0                 | 0                 | 0                 | 0        | 0      | 0           | 0          |
| E. Carl       | 31         | 5          | 5           | 1          | 5                 | 2                 | 0                 | 0                 | 36       | 7      | 5           | 1          |
| M. Fritz      | 3          | 0          | 0           | 0          | 1                 | 0                 | 0                 | 0                 | 4        | 0      | 0           | 0          |
| M. Gehrig     | 0          | 0          | 0           | 0          | 0                 | 0                 | 0                 | 0                 | 0        | 0      | 0           | 0          |
| O. Kahn       | 34         | 0          | 2           | 0          | 5                 | 0                 | 0                 | 0                 | 39       | 0      | 2           | 0          |
| S. Kir'jakov  | 29         | 11         | 8           | 1          | 4                 | 0                 | 0                 | 0                 | 33       | 11     | 8           | 1          |
| D. Klinge     | 13         | 0          | 1           | 0          | 1                 | 0                 | 0                 | 0                 | 14       | 0      | 1           | 0          |
| R. Krieg      | 27         | 10         | 0           | 0          | 5                 | 3                 | 0                 | 0                 | 32       | 13     | 0           | 0          |
| G. Metz       | 27         | 0          | 5           | 1          | 5                 | 0                 | 1                 | 0                 | 32       | 0      | 6           | 1          |
| P. Neustädter | 15         | 0          | 5           | 1          | 5                 | 0                 | 0                 | 0                 | 20       | 0      | 5           | 1          |
| J. Nowotny    | 29         | 3          | 7           | 0          | 3                 | 0                 | 1                 | 0                 | 32       | 3      | 8           | 0          |
| B. Reich      | 29         | 2          | 3           | 1          | 4                 | 0                 | 1                 | 0                 | 33       | 2      | 4           | 1          |
| W. Rolff      | 33         | 8          | 8           | 0          | 5                 | 0                 | 0                 | 0                 | 38       | 8      | 8           | 0          |
| J. Sanchez    | 0          | 0          | 0           | 0          | 0                 | 0                 | 0                 | 0                 | 0        | 0      | 0           | 0          |
| L. Schmidt    | 18         | 0          | 2           | 0          | 0                 | 0                 | 0                 | 0                 | 18       | 0      | 2           | 0          |
| O. Schneider  | 0          | 0          | 0           | 0          | 0                 | 0                 | 0                 | 0                 | 0        | 0      | 0           | 0          |
| D. Schuster   | 21         | 0          | 7           | 0          | 0                 | 0                 | 0                 | 0                 | 21       | 0      | 7           | 0          |
| R. Schütterle | 33         | 5          | 5           | 0          | 5                 | 0                 | 2                 | 0                 | 38       | 5      | 7           | 0          |
| V. Šmarov     | 29         | 3          | 5           | 0          | 5                 | 2                 | 0                 | 0                 | 34       | 5      | 5           | 0          |
| T. Walter     | 0          | 0          | 0           | 0          | 0                 | 0                 | 0                 | 0                 | 0        | 0      | 0           | 0          |
| M. Wittwer    | 23         | 0          | 5           | 0          | 5                 | 1                 | 0                 | 0                 | 28       | 1      | 5           | 0          |